# HD 216042
HD 216042，又名CD-3316244，SAO 214119、HR 8680，是一颗恒星，视星等为6.33，位于銀經13.31，銀緯-63.19，其B1900.0坐标为赤經22h 44m 24.9s，赤緯-33° -63.19′ 2″。